# 小行星29613
小行星29613（29613 Charlespicard）是一颗绕太阳运转的小行星，为主小行星带小行星。该小行星于1998年9月16日发现。

## 轨道参数
小行星29613的轨道半长轴为2.1226700 UA，离心率为0.138。